# 高砂ひなた
高砂 ひなた（たかさご ひなた、1998年8月24日 - ）は、日本の女性アイドルグループ・ハープスターの元メンバーである。大阪府出身。サンミュージック所属。

## 略歴
- 帝京短期大学現代ビジネス学科出身[2]。
- 2014年、ハンバーガーアイドル・ハンバーガールZのトマトを担当。
- 2017年、Miss Teikyo Contest 2017準ミス帝京を受賞[3]。
- 2019年、『平成ラストアイドルオーディション』に応募し、同年3月31日、7人組アイドルグループ「ハープスター」を結成、以後メンバーとして活動していた。
- 2023年、ハープスターを卒業[4]。

## 人物
- 趣味はインコと遊ぶこと。
- 特技はピアノ、バビ語。
- 身長170センチで股下86センチ[2]。 体重48kg、靴24.5cm[5]。
- スリーサイズはB80cm、W65cm、H85cm[5]。

## 出演

### テレビ
- ターニングポイント林修予備校講師（2015年3月、NHK-BSプレミアム）かなこ役
- Rの法則（2015年6月 - 、NHK Eテレ） - 第6期R'sメンバー
- MISS／MR COLLECTION 2017 in デリシャカス（2017年8月31日）[6]
- 水曜日のダウンタウン（2018年8月22日、TBS）
- ザ・サンデー千葉市（2018年10月、千葉テレビ）
- 良好生活研究所（2018年12月1日 - 、テレビ朝日） - リポーター
- りんなのじかん - アシスタントMC